# Estació de Nou d'Octubre
L'estació de Nou d'Octubre és una estació de ferrocarril propietat dels Ferrocarrils de la Generalitat Valenciana (FGV) i operada per la marca comercial Metrovalència a la ciutat de València, al País Valencià. L'estació pertany a les línies 3, 5 i 9 i a la zona tarifària A.
L'estació, localitzada al barri de Soternes (districte de L'Olivereta), és pròxima a l'Hospital General Universitari de València i fa xamfrà amb l'avinguda del Cid, el carrer d'Alcàsser i el carrer del Nou d'Octubre, del qual pren el seu nom l'estació. L'estació està adaptada per a invidents, discapacitats físics i sords. La infraestructura, totalment subterrània, compta amb tres accessos: dos al carrer d'Alcàsser i un a l'avinguda del Cid, on també hi ha accés per ascensor. El seu interior es divideix en dos nivells: el primer, més pròxim al carrer, és on es troben la finestreta d'atenció, les màquines de bitllets i els accessor per escales i ascensor; al segon nivell, més profund, s'hi troben les dues andanes i les dues vies en dos sentits per on passen els trens.
L'estació fou inaugurada el 20 de maig de 1999, juntament amb la inauguració de les estacions de Mislata i Mislata-Almassil. La construcció de l'estació de Nou d'Octubre va suposar la continuació de la línia 3 de Metrovalència, que un any abans s'havia quedat amb l'estació d'Avinguda del Cid com a termini. Amb la posada en servei de la línia 3 de Metrovalència el 30 d'abril de 2003 i de la línia 9 de Metrovalència el 6 de març de 2015, l'estació va poder connectar-se amb l'aeroport de Manises i el municipi de Riba-roja de Túria.

## Ruta
| Procedència/Destinació | <                | Línia | >       | Procedència/Destinació |
| ---------------------- | ---------------- | ----- | ------- | ---------------------- |
| Aeroport               | Avinguda del Cid |       | Mislata | Rafelbunyol            |

| Procedència/Destinació | <                | Línia | >       | Procedència/Destinació |
| ---------------------- | ---------------- | ----- | ------- | ---------------------- |
| Aeroport               | Avinguda del Cid |       | Mislata | Marítim                |

| Procedència/Destinació | <                | Línia | >       | Procedència/Destinació |
| ---------------------- | ---------------- | ----- | ------- | ---------------------- |
| Riba-roja              | Avinguda del Cid |       | Mislata | Alboraia Peris Aragó   |